# 아야메이케역
아야메이케역(일본어: 菖蒲池駅)은 일본 나라현 나라시에 위치한 긴키 닛폰 철도 나라 선의 철도역이다. 역 번호는 A 21이며, 상대식 승강장 2면 2선의 구조를 갖춘 지상역이다.

## 타는 곳
| 2 | A 나라 선 | 하행 | A 야마토사이다이지 · 긴테쓰나라 · B 교토 방면 · H 덴리 방면 |
| 3 | A 나라 선 | 상행 | A 오사카난바 · 아마가사키 · 고베산노미야 방면               |

## 이용 현황
| 연도   | 특정일 | 특정일      | 1일 평균 승차 인원 |
| 연도   | 조사일 | 승하차 인원 | 1일 평균 승차 인원 |
| ------ | ------ | ----------- | ------------------ |
| 1995년 | -      | -           | 7,174              |
| 1996년 | -      | -           | 7,037              |
| 1997년 | -      | -           | 6,727              |
| 1998년 | -      | -           | 6,515              |
| 1999년 | -      | -           | 6,436              |
| 2000년 | -      | -           | 6,378              |
| 2001년 | -      | -           | 6,296              |
| 2002년 | -      | -           | 6,195              |
| 2003년 | -      | -           | 6,146              |
| 2004년 | -      | -           | 5,720              |
| 2005년 | 11/8   | 11,408      | 5,434              |
| 2006년 | -      | -           | 5,263              |
| 2007년 | -      | -           | 5,245              |
| 2008년 | 11/18  | 10,593      | 5,187              |
| 2009년 | -      | -           | 4,871              |
| 2010년 | 11/9   | 11,860      | 5,589              |
| 2011년 | -      | -           | 5,736              |
| 2012년 | 11/13  | 12,150      | 5,850              |
| 2013년 | -      | -           | 6,066              |
| 2014년 | -      | -           | 6,010              |
| 2015년 | 11/10  | 13,337      | 6,131              |

## 역 주변
- 긴테쓰 아야메이케 주택지
- 아야메이케 신사
- 나카노 미술관

## 인접 역
| 긴키 닛폰 철도 나라 선   | 긴키 닛폰 철도 나라 선 | 긴키 닛폰 철도 나라 선               |
| ------------------------ | ---------------------- | ------------------------------------ |
| A20 가쿠엔마에 후세 방면 | A 나라 선              | 야마토사이다이지 A26 긴테쓰나라 방면 |